# Shangji Automation
Wuxi Shangji Automation Company Limited («Шанцзи Аутомэйшн») — китайская фотоэлектрическая компания, один из крупнейших в мире производителей изделий из монокристаллического кремния (в том числе стержней и пластин), а также оборудования для обработки кремния (режущие и шлифовальные станки), сапфиров и полупроводниковых материалов.
Контрольный пакет акций Shangji Automation принадлежит семье Яна Цзяньляна, который входит в число богатейших людей Китая. 

## История
В сентябре 2002 года Ян Цзяньлян основал в городе Уси компанию Wuxi Shangji Automation, которая специализировалась на производстве точных станков. В 2004 году Shangji Automation начала выпускать кристаллический кремний для солнечной энергетики, наладив партнёрские отношения с компаниями GCL-Poly и Jinko Solar. В 2018 году Shangji Automation основала в провинции Цзянсу Инженерно-технологический исследовательский центр  оборудования для обработки особо прочных и хрупких материалов, а также вышла на Шанхайскую фондовую биржу.
В мае 2019 года Shangji Automation основала в Баотоу дочернюю компанию Hongyuan New Materials (производство кремниевых стержней и пластин); в январе 2022 года — дочерние компании Hongyuan Energy Technology в Баотоу (поликремниевые материалы) и Hongyuan New Energy Technology в Уси (развитие солнечных электростанций); в августе 2022 года — дочернюю компанию Hongyuan New Materials в Сюйчжоу (производство кремниевых пластин и фотоэлементов).
Также в 2022 году группой были основаны дочерние компании Hongyuan Semiconductor Material Technology в Уси (производство кремниевых пластин) и Hongyuan Qingshan PV Power Generation в Баотоу (производство солнечной электроэнергии).

## Деятельность
Shangji Automation разрабатывает и производит режущие и шлифовальные станки для обработки кристаллического кремния, карбида кремния, полупроводниковых материалов и сапфиров; сверхчистые кремниевые материалы (промышленный и кристаллический кремний); монокристаллические кремниевые стержни и пластины для солнечных панелей и аккумуляторов; фотоэлементы и другое фотоэлектрическое оборудование для автомобилей, бытовой и швейной техники. Основные производственные мощности компании расположены в Уси, Сюйчжоу и Баотоу. Также компания проектирует, строит и эксплуатирует солнечные и ветряные электростанции.

## Акционеры
Основными акционерами Shangji Automation являются Ян Цзяньлян (37,6 %), Хан Хун (15,1 %), Сюй Гунмин (1,39 %), Qingdao Fanyi Asset Management (1,11 %), Foresight Fund Management (1,09 %) и Ян Хао (0,87 %).